# Саба
Саба е остров в Карибско море, част от островната група Малки Антили.

## География
На острова се намира най-високата точка на Кралство Нидерландия въобще – Маунт Сенери (Mount Scenery), висок 888 м.
Островът е интересен с тропическата си природа и е туристически център. Има университет.
Административен център – Ботом. Открит е през 1499 г. Бил е база на карибските пирати през 17 век.

## История
До 10 октомври 2010 г. е част от Нидерландските Антили. Оттогава е част от Нидерландия, като неин специален район.